# Lane Lind
Lane Lind (født 24. marts 1945) er en dansk skuespiller. Hun er uddannet fra Odense Teaters elevskole 1966-69 og var siden rektor samme sted 1990-2005.
Hun blev ridder af Dannebrogordenen i 2000.
Lind er datter af professor Martin Volodja Johansen og skuespilleren Lise Thomsen. Hun har dannet par med skuespilleren Ole Møllegaard, med hvem hun har sønnen Mads M. Nielsen, der også er skuespiller.

## Filmografi i udvalg

### Spillefilm
- Den dobbelte mand (1976)
- Skytten (1977)
- Verden er fuld af børn (1980)

### Tv-produktioner
- Tilløkke Herbert (1974)
- Anne og Paul (1975)
- Matador, Jenny, syv episoder (1980-1981)
- Forbrydelsen, tre afsnit (2007)
- Livvagterne, afsnit 16 (serie, 2010)
- Carmen Curlers,  (serie, 2022-)
- Dansegarderoben (2023)